# Hilger Burghoff
Hilger Burghoff (* 1623 in Aachen in Deutschland; † 6. September 1666 in Saar) war Zisterzienser im Stift Lilienfeld in Niederösterreich und Abt des Klosters Sedlec in Tschechien. Er war der Bruder von Alberich Burghoff, dem Abt des Klosters Neuzelle.

## Leben
Burghoff (auch Burghof) stammte eigentlich aus Aachen. Im Zuge der Katholischen Reform kam er zusammen mit einigen weiteren jungen deutschen Katholiken in das nach geistlichem Nachwuchs Ausschau haltende Stift Lilienfeld. Burghoff machte 1640 in Stift Lilienfeld Profess. Er promovierte 1649 zum Doktor der Theologie an der Universität Wien. Bald nach der Priesterweihe zog er in das Zisterzienserkolleg in Prag, wo er zunächst als Professor und ab 1653 als Rektor dieses Kollegs tätig war. 1654 wurde er zum Abt des Klosters Sedlec in Böhmen postuliert. Von 1655 wirkte er auch als Generalvikar des Zisterzienserordens in Böhmen, Mähren und der Lausitz. Beim Wiederaufbau des seit den Hussitenkriegen sehr hergenommenen Klosters Sedlec erhielt er große Unterstützung von seiner Heimatabtei Lilienfeld. Außerdem förderte er tatkräftig das Zisterzienserkolleg in Prag, das Kloster Skalice (Skalitz) und das Kloster Žďár (Saar).